# Cratobracon mobilis
Cratobracon mobilis är en stekelart som först beskrevs av Cameron 1904.  Cratobracon mobilis ingår i släktet Cratobracon och familjen bracksteklar. Inga underarter finns listade i Catalogue of Life.